# Az Amerikai Egyesült Államok tagállamai hivatalos nyelveinek listája

Az angol a hivatalos nyelv
Az angol mellett más hivatalos nyelvek (Alaszka, Hawaii, Dél-Dakota) vagy különleges státusszal rendelkező nyelvek (Új-Mexikó)
Nincs hivatalos nyelv

Az Amerikai Egyesült Államokban a szövetségi kormány által meghatározott hivatalos nyelv az angol. Saját közigazgatásukban az egyes tagállamok önállóan dönthetnek a kérdésről. Az 50 állam közül 28 az angolt nyilvánította hivatalos nyelvvé (illetve mellette Hawaii a hawaiit, a Dél-Dakota a sziút, Alaszka pedig huszonkét indián nyelvet), 22-ben pedig nincs hivatalos nyelv.

## Lista
| Állam           | Hivatalos nyelv                             |
| --------------- | ------------------------------------------- |
| Alabama         | angol                                       |
| Alaszka         | angol és 22 alaszkai indián nyelv           |
| Arizona         | angol                                       |
| Arkansas        | angol                                       |
| Colorado        | angol                                       |
| Connecticut     | nincs                                       |
| Delaware        | nincs                                       |
| Dél-Karolina    | angol                                       |
| Dél-Dakota      | angol, sziú                                 |
| Észak-Karolina  | angol                                       |
| Észak-Dakota    | angol                                       |
| Florida         | angol                                       |
| Georgia         | angol                                       |
| Hawaii          | angol, hawaii                               |
| Idaho           | angol                                       |
| Illinois        | angol                                       |
| Indiana         | angol                                       |
| Iowa            | angol                                       |
| Kalifornia      | angol                                       |
| Kansas          | angol                                       |
| Kentucky        | angol                                       |
| Louisiana       | nincs (a francia különleges státuszú nyelv) |
| Maine           | nincs                                       |
| Maryland        | nincs                                       |
| Massachusetts   | angol                                       |
| Michigan        | nincs                                       |
| Minnesota       | nincs                                       |
| Mississippi     | angol                                       |
| Missouri        | angol                                       |
| Montana         | angol                                       |
| Nebraska        | angol                                       |
| Nevada          | nincs                                       |
| New Hampshire   | angol                                       |
| New Jersey      | nincs                                       |
| New York        | nincs                                       |
| Nyugat-Virginia | angol                                       |
| Ohio            | nincs                                       |
| Oklahoma        | nincs                                       |
| Oregon          | nincs                                       |
| Pennsylvania    | nincs                                       |
| Rhode Island    | nincs                                       |
| Tennessee       | angol                                       |
| Texas           | nincs                                       |
| Utah            | angol                                       |
| Új-Mexikó       | nincs (a spanyol különleges státuszú nyelv) |
| Vermont         | nincs                                       |
| Virginia        | angol                                       |
| Washington      | nincs                                       |
| Wisconsin       | nincs                                       |
| Wyoming         | angol                                       |